# Založe
Založe so naselje v Občini Polzela. V Založah stoji nekdanji dominikanski samostan Novi Klošter.